# Buffalo (Kansas)
Buffalo – miasto w Stanach Zjednoczonych, w stanie Kansas, w hrabstwie Wilson.